# Franz Ignatius Rothfischer

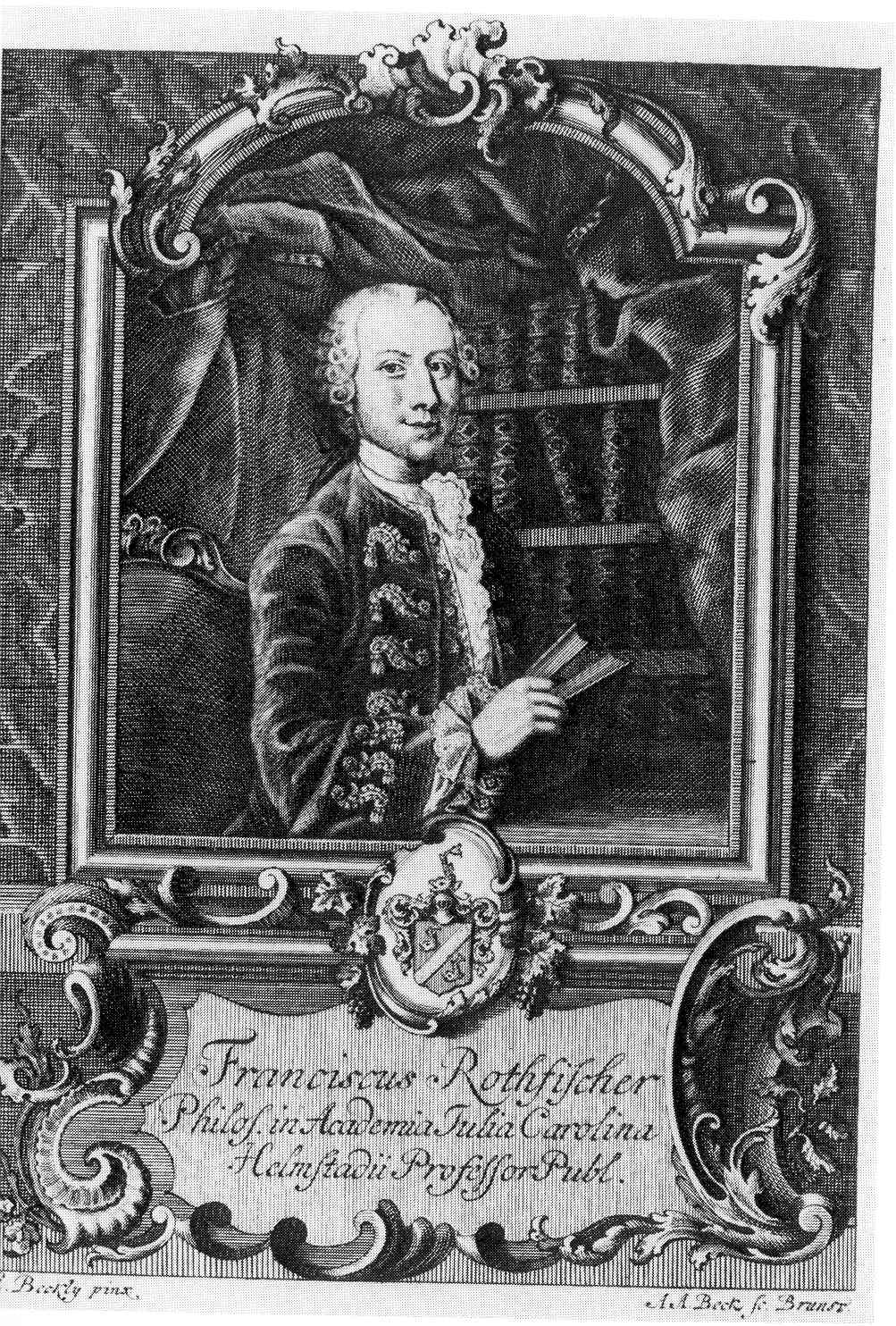
Franz Ignatius Rothfischer

Franz Ignatius Rothfischer (auch Gregorius oder Gregor Rothfischer; * 2. Mai 1720 oder 1721 in Altmannstein; † 20. Februar 1755 in Göttingen) war ein deutscher Theologe und Professor für Philosophie der Universität Helmstedt.

## Leben
Franz Ignatius Rothfischer wurde 1720 oder 1721 in Altmannstein, im heutigen Landkreis Eichstätt in Oberbayern, als Sohn eines Marktschreibers geboren. Zur Erziehung übergab sein Vater den zehnjährigen einem kinderlosen Freund nach Ingolstadt. Dort trat er im Alter von vierzehn Jahren in die Schule der Jesuiten ein und wechselte später in die Jesuitenschule nach Dillingen an der Donau.
Nach etwa drei Jahren erklärte er, dem Jesuitenorden nicht beitreten zu wollen. Er ließ sich aber überzeugen, seine Bildung im Benediktinerkloster Sankt Emmeram in Regensburg fortzusetzen und später im Kloster Rott in Rott am Inn. Im Jahr 1739 begann Rothfischer sein Probejahr, legte 1740 das Gelübde ab und nahm nun den Namen Gregorius an.
Rothfischer widmete sich intensiv dem Studium, anfangs in Regensburg und ab 1742 in Salzburg, wo er sich besonders mit Kirchengeschichte beschäftigte und nach einem Jahr ein philosophisches und theologisches Examen bestand. Seinem Wunsch, in Salzburg ein weiteres Jahr zum Studium der Rechtswissenschaft bleiben zu dürfen, wurde nicht entsprochen. Rothfischer wurde zurückgerufen und im Jahr 1743 Beichtvater in der Umgebung Regensburgs sowie Lehrer für Philosophie.
Er nahm Unterricht in Mathematik und beschäftigte sich besonders mit dem Studium der Schriften des Philosophen, Juristen und Mathematikers Christian Wolff (1679–1754). Wolffs Behauptung, dass die Gewalt über die Religionsverfassung und die Kirchengüter des Staates dem Landesherrn zustehe, trat Rothfischer mit einer Schrift entgegen. Er unterließ jedoch die Veränderung der Schrift für eine zweite Auflage, als ihm bei der Bearbeitung Zweifel aufstiegen, die die Grundlagen der katholischen Lehre betrafen. Obwohl er die Erlaubnis zur Veröffentlichung einer Dissertation nicht erhielt, wurde ihm 1745 das Lehramt der Theologie übertragen.
Im Jahr 1748 wurde Rothfischer nach Haindling versetzt, im heutigen Landkreis Straubing-Bogen, wo er Kontakt mit protestantischen Geistlichen aufnahm. 1750 bot ihm die bayerische Benediktinerkongregation einen theologischen Lehrstuhl an, den er ablehnte, wie auch ähnliche Angebote aus Salzburg und Erfurt. Ernst August Bertlings (1721–1769) Veröffentlichung gegen das von Papst Benedikt XIV. (1675–1758) ausgerufene Jubeljahr 1750 veranlasste ihn zu einer Gegenschrift, deren erster Teil 1751 erschien. Allerdings mehrten sich ihm bei dieser Arbeit bereits Zweifel an der katholischen Lehre.

### Lutherische Konversion
Im selben Jahr entschloss er sich zur protestantischen Kirche überzutreten, konvertierte im November 1751 in der Thomaskirche in Leipzig und verwendete nun erneut seinen ursprünglichen Taufnamen Franz Ignatius, statt des angenommenen Ordensnamens Gregorius oder Gregor.
Die Universität Göttingen bot ihm eine außerordentliche Professur an, der er jedoch eine Stellung als ordentlicher Professor der Philosophie in Helmstedt vorzog. Am 5. April 1752 wurde er von Prorektor Bertling, seinem ehemaligen Gegner, in sein Amt eingeführt.
Von katholischer Seite war er heftigen Angriffen ausgesetzt, auf die auch seine Helmstedter Kollegen, wie der Theologe Christoph Timotheus Seidel (1703–1758), mit Streitschriften zur Rechtfertigung Rothfischers reagierten. Andererseits genoss er weiterhin großes Ansehen bei bedeutenden Vertretern der römisch-katholischen Kirche. Kardinal Angelo Maria Quirini (1680–1755) versuchte durch mehrere Briefe, Rothfischer zur Rückkehr zu bewegen. Als die Briefe erfolglos blieben, wandte sich der Kardinal 1753 an den Herzog Karl I. von Braunschweig-Wolfenbüttel (1713–1780), wurde aber auch von diesem abgewiesen.
Der vollkommen mittellose Rothfischer wurde durch Herzog Karl I. finanziell großzügig unterstützt, zumal Rothfischers angegriffene Gesundheit kostspielige Kuren notwendig machte. Franz Ignatius Rothfischer starb am 20. Februar 1755 in Göttingen, wo er sich beim Mediziner Johann Gottfried Brendel (1711–1758) Heilung erhofft hatte.

## Werke (Auswahl)
- Theses philosophicae. Regensburg 1746 (books.google.de)
- Theses mathematico-physicae. Regensburg 1746 (books.google.de)
- Ablaß und Jubeljahr. Regensburg 1751 (books.google.de)
- Vorschlag zu einer katholischen Schulverbesserung und Gedanken über die katholische Disputiokunst. Leipzig 1752 (books.google.de)
- Nachricht von seinem Uebergange zu der evangelischen Kirche. Leipzig 1752 (books.google.de)